# Milan Strelec
Milan Strelec (* 30. listopadu 1972 Bratislava) je bývalý slovenský fotbalový útočník.
Jeho syn David Strelec je také profesionálním fotbalistou.

## Fotbalová kariéra
V československé lize hrál za ŠK Slovan Bratislava. Nastoupil v 5 ligových utkáních. Ve slovenské nejvyšší soutěži hrál za Artmedii Bratislava, nastoupil v 90 ligových utkáních a dal 13 gólů.

## Ligová bilance
| Ročník                                   | Zápasy | Góly | Klub                 |
| ---------------------------------------- | ------ | ---- | -------------------- |
| 1. československá fotbalová liga 1992/93 | 5      | 0    | ŠK Slovan Bratislava |
| CELKEM 1. československá liga            | 5      | 0    |                      |